# Morgenmad på Pluto
 Denne artikel omhandler bogen. For andre betydninger af filmen baseret på bogen, se Breakfast on Pluto (film).
Morgenmad på Pluto (originaltitel: Breakfast on Pluto) er en roman af Patrick McCabe, og udgivet i 1998. Den var på shortlisten til Booker Prize i 1998, og blev senere filmatiseret af McCabe og Neil Jordan; Jordan instruerede filmen i 2005.
| Bog | Spire Denne artikel om bøger og tidsskrifter er en spire som bør udbygges. Du er velkommen til at hjælpe Wikipedia ved at udvide den. |